# Wnętrza
Wnętrza – amerykański film obyczajowy z 1978. Inspiracją było życie Ingmara Bergmana.
Zdjęcia do filmu kręcono przez 16 tygodni.

## Obsada
- Kristin Griffith – Flyn
- Mary Beth Hurt – Joey
- Richard Jordan – Frederick
- Diane Keaton – Renata
- E.G. Marshall – Arthur
- Geraldine Page – Eve
- Maureen Stapleton – Pearl
- Sam Waterston – Mike
- Mary Beth Hurt – Joey

i inni

## Nagrody i nominacje
Oscary za rok 1978
- Najlepsza reżyseria – Woody Allen (nominacja)
- Najlepszy scenariusz oryginalny – Woody Allen (nominacja)
- Najlepsza scenografia i dekoracje wnętrz – Mel Bourne, Daniel Robert (nominacja)
- Najlepsza aktorka – Geraldine Page (nominacja)
- Najlepsza aktorka drugoplanowa – Maureen Stapleton (nominacja)

Złote Globy 1978
- Najlepsza reżyseria – Woody Allen (nominacja)
- Najlepszy scenariusz oryginalny – Woody Allen (nominacja)
- Najlepsza aktorka dramatyczna – Geraldine Page (nominacja)
- Najlepsza aktorka drugoplanowa – Maureen Stapleton (nominacja)

Nagrody BAFTA 1978
- Najlepsza aktorka drugoplanowa – Geraldine Page
- Najbardziej obiecujący debiut w głównej roli – Mary Beth Hurt (nominacja)